# Таганрог (станция)
Старый вокзал / Таганро́г II — тупиковая железнодорожная станция Ростовского региона Северо-Кавказской железной дороги, находящаяся в городе Таганроге на Площади Восстания. Станция имеет прямой выход на грузовую станцию Марцево и пассажирскую Таганрог-Пассажирский. Используется в основном для приёма/отправки и отстоя грузовых составов, подачи и уборки вагонов в морской порт, Тагмет, Красный котельщик, другие предприятия города. 
Станцией в разное время руководили Н. П. Дьяченко (более 25 лет), С. Н. Полтавский, С. Л. Завадовский, В. В. Борух, Ю. И. Войников.
Здание вокзала является объектом культурного наследия регионального значения. Принят под охрану решением Малого совета Ростовского облсовета № 301 от 18 ноября 1992 года.

## История
Двухэтажное здание вокзала построено в 1869 году из красного кирпича, без применения штукатурки, с узорчатой кладкой. Архитектор — С. И. Загоскин. Здание вокзала представляет собой типичный образец краснокирпичной эклектики, популярной в Ростове и Таганроге.
Строительные работы вел видный предприниматель Я. С. Поляков с 23 июня до декабря 1869 года.
Своеобразие зданию придают разновысокие окна, арочные ниши, причудливые аттики. До наших дней здание сохранилось в неизменном виде, кроме исчезнувшей одноэтажной пристройки слева. Железнодорожная станция была небольшая, но имела красивую крытую платформу, что защищало пассажиров от солнца и осадков. Около тяжёлого колокола располагался сторож, дававший сигнал отправления поездам. На левой этакаде находилась вокзальная часовня, которую разрушили в 1920-е годы. Станция имела локомотивное депо (депо называлось «стойло») на 12 единиц, с оборотным кругом, позволявшим менять направление движения поездов.
Торжественное открытие железной дороги в Таганроге состоялось 4 января 1870 года (23 декабря 1869 года по старому стилю). Почти 100 лет Таганрог имел единственную тупиковую станцию. После строительства в 1962 году «Нового вокзала», названного «Таганрог I», старый вокзал получил имя «Таганрог II».

## Современное состояние здания
В 2002 году земельный участок вместе со зданием вокзала, на котором тот расположен, был передан на основании постановления Администрации Таганрога в постоянное бессрочное пользование ФГУП «СКЖД МПС РФ».
Здание вокзала оказалось в столь запущенном состоянии, что идеально вписалось в сцены художественного фильма «Старое ружье», действие которого разворачивается в военные времена оккупации Таганрога.
На 2012 год собственником здания вокзала являлась компания «Кобарт плюс», возглавляемая Артуром Кобаляном.
В июле 2013 года было объявлено, что после завершения начатой в 2013 году реконструкции исторического здания железнодорожного вокзала «Таганрог-2» компанией «Кобарт плюс», там планируется открыть один из разделов Международного политехнического музея, для чего московский Политехнический музей готов предоставить часть своих экспонатов.
В ходе реконструкции оригинальные старые оконные переплёты здания были заменены на металлопластиковые, что вызвало резкую критику со стороны таганрожцев.

## Международный политехнический музей
Открытие Международного политехнического музея состоялось 13 сентября 2013 года. Инициатором создания музея выступил К. П. Воробьёв, член правления Международного благотворительного фонда «Ангел Руси», известный также как исполнительный директор фонда «Пальма Мерцалова» и генеральный директор благотворительного фонда «Золотой скиф». На церемонии открытия присутствовало руководство Таганрога, руководитель Южного управления минкультуры РФ Татьяна Селедцова, заместитель генерального директора по научной работе московского Политехнического музея Генрих Эрлих, ректор Южного федерального университета Марина Боровская, ректор ТГПИ Ирина Голубева, председатель ЮНЦ РАН академик Геннадий Матишов и многие другие.
Экспонаты таганрогскому музею для первой экспозиции «Удивительные истории простых вещей» предоставил московский Политехнический музей. Эта экспозиция разместилась в одном из помещений второго этажа вокзала. На выставке были представлены около 30 музейных предметов, находящихся в закрытых фондах московского Политехнического музея — немецкий ледовник конца 19 века, прадедушка современного холодильника, английский проекционный фотоаппарат «Волшебный фонарь» 19 века, а также экспонаты советских времен: телевизор «КВН-49», радиола «Мир», макет грузового автомобиля АМО-Ф15, санузел орбитальной станции «Мир» и многие другие.
Под размещение экспозиций планируется отвести 25 % площадей вокзала.
Второй выставкой музея стала передвижная выставка «Образы России в музыке русских композиторов», открывшаяся 2 июля 2014 года. Эта выставка была составлена из фондов Всероссийского музейного объединения музыкальной культуры имени М. И. Глинки. В экспозиции были представлены уникальные музыкальные рукописи П. И. Чайковского, С. В. Рахманинова, М. П. Мусоргского, А. П. Бородина, а также церковно-певческие книги XVIII—XIX веков, редкие гравюры, фотографии, картины русских художников.

## Вокзальные часовни
В 1908 году на территории Таганрогского железнодорожного вокзала, рядом с одной из двух крытых посадочных платформ, была построена вокзальная часовня в ознаменование рождения его Императорского Величества государя наследника цесаревича великого князя Алексея Николаевича. В часовне длительное время хранилась икона Божьей Матери, которую после установки самого большого колокола на звоннице Иоанно-Предтеченского храма с крестным ходом 21 ноября 1911 года перенесли в Скараманговскую церковь. Разрушена в 1920-е годы.
24 мая 2011 года, на площади перед зданием вокзала, с символической закладки первого камня было начато строительство часовни в честь Казанской иконы Божьей Матери. Освящена часовня Казанской иконы Божьей Матери 19 ноября 2012 года, в 220-ю годовщину со дня рождения святого блаженного старца Павла Таганрогского. Освятил часовню при большом стечении народа митрополит Ростовский и Новочеркасский Меркурий.

## Пригородное сообщение по станции
| № поезда    | Маршрут движения              |
| ----------- | ----------------------------- |
| Пригородный | Таганрог — Ростов             |
| Экспресс    | Таганрог — Ростов             |
| Пригородный | Таганрог — Успенская          |
| Пригородный | Ростов — Таганрог             |
| Экспресс    | Ростов — Таганрог             |
| Пригородный | Успенская — Таганрог          |
| Экспресс    | Ростов - Таганрог - Успенская |
| Экспресс    | Успенская - Таганрог - Ростов |

## Галерея
- Вид со стороны путей, 2012
- Территория станции
- Часовня Казанской иконы Божьей Матери, 2013